# Viva Tour en vivo
A Viva Tour en vivo Thalía második koncertalbuma, amely 2013. november 12-én jelent meg Mexikóban, december 1-jén pedig az Amerikai Egyesült Államokban a Sony Music México kiadó gondozásában CD+DVD, valamint Blu-ray formátumban. A felvételek a VIVA! Tour elnevezésű koncertsorozat mexikóvárosi helyszínén, az Auditorio Nacional színházban készültek 2013. április 26-án és 27-én.
A CD a koncerten elhangzott 16 dalt, a DVD és a Blu-ray a teljes (vágatlan) koncertet tartalmazza, valamint extraként egy 17 perces dokumentumfilmet az előzményekről, kulisszák mögötti jelenetekkel.

## Dallista
1. Atmósfera
2. Qué será de ti
3. Tómame o déjame
4. Habítame siempre
5. Primera fila Medley
  1. Cómo
  2. Enséñame a vivir
6. Hoy ten miedo de mí
7. Con los años que me quedan (Samo, Jesús Navarro és Leonel García közreműködésével) (videó)
8. Manías
9. No soy el aire (videó)
10. Mujeres (María José közreműködésével)
11. Equivocada
12. Telenovelas Medley
  1. Quinceañera
  2. Rosalinda
  3. Marimar
  4. María la del Barrio
13. La apuesta (Erik Rubín közreműködésével)
14. NY Medley
  1. No me enseñaste (Remix)
  2. Tú y yo
  3. Entre el mar y una estrella (Pablo Flores Club Mix)
  4. Piel morena (Remix)
15. Amor a la mexicana (videó)
16. Medley Hits (videó)
  1. Seducción
  2. ¿A quién le importa?
  3. Arrasando